# Eliso Wirsaladze
Eliso Konstantines asuli Wirsaladze (gruz.  ელისო კონსტანტინეს ასული ვირსალაძე, ur. 14 września 1942 w Tbilisi, Gruzja) – gruzińska pianistka.
Pierwsze lekcje gry na fortepianie otrzymała od babki Anastasii Wirsaladze, znanej pianistki i nauczycielki muzyki. Następnie uczyła się u Heinricha i Stanisława Neuhausów. Profesor Konserwatorium Moskiewskiego i Hochschule für Musik und Theater München. Wygrała wiele międzynarodowych konkursów. Zdobyła trzecią nagrodę na Międzynarodowym Konkursie Muzycznym im. Piotra Czajkowskiego w Moskwie w 1962 roku i pierwszą na konkursie imienia Roberta Schumanna w Zwickau w 1966 roku.